# 제62회 미국 감독 조합상
제62회 미국 감독 조합상은 2009년 뛰어난 활동을 보인 영화 감독을 기리기 위해 2010년 1월에 열린 시상식이다. 로스앤젤레스 하얏트 리젠시 센추리 플라자에서 개최되었다.

## 수상 및 후보

### 감독상(공로부문)
- 아바타 - 제임스 카메론 수상
- 바스터즈: 거친 녀석들 - 쿠엔틴 타란티노 수상
- 프레셔스 - 리 다니엘스 수상
- 허트 로커 - 캐서린 비글로우 수상
- 인 디 에어 - 제이슨 라이트맨 수상

### 감독상(영화부문)
- 허트 로커 - 캐서린 비글로우 수상

### 감독상(TV영화부문)
- 챈스 일병의 귀환 - 로스 카츠 수상
- The Courageous Heart of Irena Sendler - 존 켄트 해리슨
- Georgia O'Keeffe - 밥 발라반
- 타고난 재능: 벤 카슨 스토리 - 토머스 카터
- 그레이 가든스 - 마이클 수지

### 감독상(드라마시리즈)
- In Treatment(Gina: Week 4) - 파리스 바클레이
- 로스트 - 잭 벤더
- 매드 맨 - 제니퍼 게트징거
- 매드 맨 - 매튜 웨이너
- 글리 - 라이언 머피

### 감독상(심야드라마시리즈)
- 매드 맨 - 레슬리 링카 글래터 수상

### 감독상(주간드라마시리즈)
- As The World Turns - CHRISTOPHER GOUTMAN 수상

### 감독상(코미디시리즈)
- 모던 패밀리 - 제이슨 와이너 수상
- 커브 유어 인쑤지애즘(The Table Read) - 래리 찰스
- 커브 유어 인쑤지애즘(Seinfeld) - 제프 샤퍼
- 글리 - 파리스 바클레이

### 감독상(뮤지컬버라이어티)
- We Are One: The Obama Inaugural Celebration at the Lincoln Memorial - 돈 미쉘 수상
- The 25th Anniversary Rock and Roll Hall of Fame Concert - Joel Gallen
- 81st Annual Academy Awards - Roger Goodman
- The Kennedy Center Honors: A Celebration of the Performing Arts - Louis J. Horvitz
- 새터데이 나잇 라이브 - Don Roy King

### 감독상(리얼리티쇼)
- Build It Bigger Season 3 - CRAIG BORDERS 수상

### 감독상(어린이프로그램)
- 프린세스 구출 대작전 - 앨리슨 리디 수상

### 감독상(다큐멘터리부문)
- 더 코브: 슬픈 돌고래의 진실 - 루이 시호요스

### 감독상(광고부문)
- MJZ - TOM KUNTZ

### 공로상
- 노만 주이슨 수상

### 명예상
- Barry Meyer 수상
- Robert A. Iger 수상
- Roger Goodman 수상
- Cleve Landsberg 수상
- Maria Jimenez Henley 수상